# Der Wundermann
Der Wundermann ist ein US-amerikanischer Fantasyfilm aus dem Jahre 1945 von H. Bruce Humberstone mit Danny Kaye und Virginia Mayo in den Hauptrollen. Der Film basiert auf einer Kurzgeschichte von Arthur Sheekman und wurde unter dem Titel Mein zauberhafter Bruder im Fernsehen ausgestrahlt.
Der Wundermann war in vier Kategorien für einen Oscar nominiert und konnte einen erringen.

## Handlung
Die eineiigen Zwillinge Edwin und Buster Dingle haben große äußerliche Ähnlichkeit, sind jedoch in ihrer Persönlichkeit gänzlich verschieden. Buster Dingle tritt unter dem Namen „Buzzy Bellew“ in lauter und alberner Manier im Nachtclub „Pelican Club“ auf, während der gelehrte Edwin Dingle als ruhiger Zeitgenosse momentan ein wissenschaftliches Buch über die Grenzen des Menschheitswissens verfasst. Die Brüder haben sich seit Jahren nicht mehr gesehen. Buster wird Zeuge eines Mordes, den der Mafiaboss „Ten Grand“ Jackson verantwortet. Da Buster vor Gericht aussagen will, wird er in der Folge selbst von „Ten Grand“ Jacksons Handlangern ermordet und in einen Fluss geworfen.
Buster kehrt als Geist zurück und kontaktiert seinen Bruder, um die Mörder zur Verantwortung zu ziehen. Also schlüpft Edwin in die Rolle seines Bruders. So tritt er auch an seiner Stelle im Nachtclub auf und wird dabei von seinem Geisterbruder unterstützt. Buster ist es nicht möglich, von jemand anderem gesehen oder gehört zu werden als von seinem Bruder Edwin. Das sorgt für Komplikationen und die meisten Menschen halten Edwin nun entweder für einen Wahnsinnigen oder einen Lügner. In einer Szene im Nachtclub tritt Edwin als berühmter russischer Sänger auf, der an einer Blumenallergie leidet. Als man eine Vase mit Blumen neben ihn auf den Tisch stellt, wird sein Lied, das er zum Besten gibt, ständig durch sein lautes Niesen unterbrochen. Verwicklungen anderer Art ergeben sich auch dadurch, dass der ermordete Buster mit der Künstlerin Midge Mallon liiert war, während Edwin sich zu der Bibliothekarin Ellen Shanley hingezogen fühlt.
Verfolgt von Jacksons Handlangern Chimp und Torso, flüchtet sich Edwin in eine Opernaufführung, wo er auf der Bühne singen muss. Edwin singt dem Staatsanwalt, der im Publikum anwesend ist, seine Aussage (was sein Bruder ihm über den Mord gesagt hat) in Form einer Opernarie. „Ten Grand“ Jackson kann schließlich verhaftet und verurteilt werden. Am Ende heiraten Edwin Dingle und Ellen Shanley, und Midge Mallon heiratet Monte Rossen, den Besitzer des Nachtclubs, in dem Buster Dingle auftrat.

## Hintergründe
Vera-Ellen als Midge und Steve Cochran als Jackson machten hier ihr Filmdebüt. Auch für Danny Kaye war Der Wundermann nach dem Film Up in Arms von 1944 erst die zweite Hauptrolle in einem Hollywood-Film. Obwohl Kaye damit noch ein relativer Neuling in Hollywood war, besaß der Film ein recht hohes Budget und insbesondere die Spezialeffekte – dass derselbe Schauspieler mit zwei Rollen gleichzeitig auf der Leinwand war – wurden mit Aufwand gemacht. In Amerika hatte der Film am 8. Juni 1945 seine Premiere, in Deutschland kam er jedoch erst 1952 in die Kinos. 1982 war Der Wundermann dann erstmals im deutschen Fernsehen zu sehen.

## Kritik
Das Lexikon des internationalen Films urteilte: „Hollywoodkomödie, die bis auf einige komisch-groteske Höhepunkte und die Leistung von Danny Kaye in der Doppelrolle wenig Überraschendes bietet.“ Leonard Maltin vergab drei von vier Sterne und bezeichnete den Film als „Kayes Spaß“. Es seine eine große, farbenfrohe Produktion mit oscarprämierten Spezialeffekten. Kino.de schrieb: „Klamaukkomödie mit Danny Kaye (“Der Hofnarr”), dem die Doppelrolle als exaltierter Geist und schüchterner Zwillingsbruder reichlich Gelegenheit bietet, völlig außer Rand und Band zu geraten. Den Höhepunkt bildet eine Opernaufführung (...)“

## Auszeichnungen
- 1946 – Oscar in der Kategorie „Beste Spezialeffekte“ für John P. Fulton und Arthur Johns
- 1946 – Oscarnominierung in der Kategorie „Bester Song“ für David Rose und Leo Robin für den Song So in Love
- 1946 – Oscarnominierung in der Kategorie „Beste Filmmusik“ für Louis Forbes und Ray Heindorf
- 1946 – Oscarnominierung in der Kategorie „Bester Ton“ für Gordon Sawyer